# Nghi lễ mở miệng

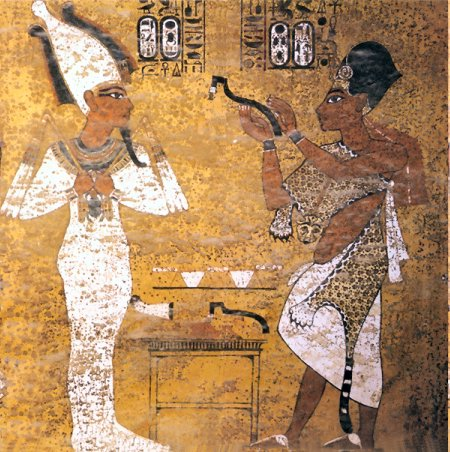
Ay, với vai trò là đại tư tế, đang tiến hành nghi thức mở miệng cho vị vua quá cố Tutankhamun.

Nghi lễ mở miệng (được gọi đầy đủ là nghi lễ mở miệng và mắt), là một nghi thức tang lễ rất quan trọng trong văn hóa của người Ai Cập cổ đại, được mô tả trong nhiều văn tự tang lễ và các bức phù điêu trên tường mộ.

## Ý nghĩa

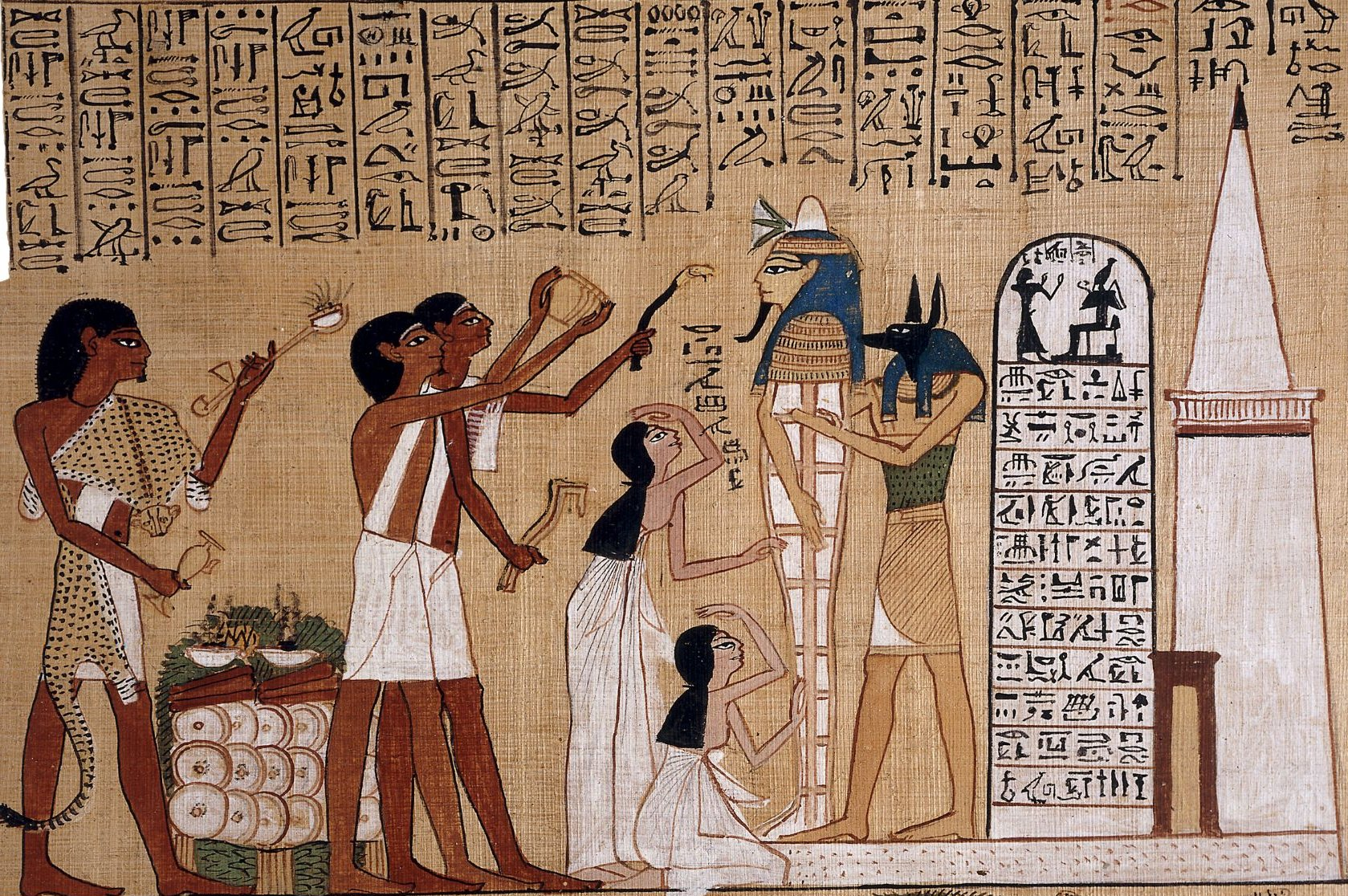
Bức tranh mô tả một cảnh của nghi lễ mở miệng, được thực hiện trên xác ướp của Hunefer (Một cảnh trong Quyển sách của cái chết)

Người Ai Cập cổ đại tin rằng, nghi lễ mở miệng sẽ giúp linh hồn của người chết ở cõi âm có thể nói, thở, nhìn và ăn uống như khi còn sống. Nghi lễ này còn được thực hiện trên các bức tượng của các vị thần, các vị vua và những người đã khuất nhằm làm sống lại linh hồn để họ có thể hưởng hương hoa phẩm vật. Tượng có thể đóng vị trí thay thế trong trường hợp cơ thể người chết đã bị hư hại. Dưới thời kỳ Tân Vương quốc, nghi lễ này còn được thực hiện trên các cỗ quan tài.

## Thực hiện
Buổi lễ được thực hiện trước khi hạ huyệt, với sự tham gia của các thành viên trong gia đình và các tư tế. Một đại tư tế khoác áo choàng da báo sẽ là người thực hiện hiện chính thức của nghi lễ này. Trong tang lễ của một vị vua, đây là cách để một hoàng tử (hoặc một vị quan lại) của ông ta khẳng định tư cách kế vị của mình.

Một vị tư tế trong số họ cầm trên tay cuộn giấy hướng dẫn cách thức thực hiện nghi lễ này. Xác ướp của người chết được tẩy uế từ dòng nước đổ ra từ 4 chiếc bình đại diện cho 4 phương của Trái Đất. Một con bê sẽ bị giết như một vật hiến tế để kỷ niệm trận chiến mà thần Horus báo thù cho cha mình là Osiris. Nhang thơm được đốt lên, và những lời cầu khấn cũng như thần chú bắt đầu vang lên.

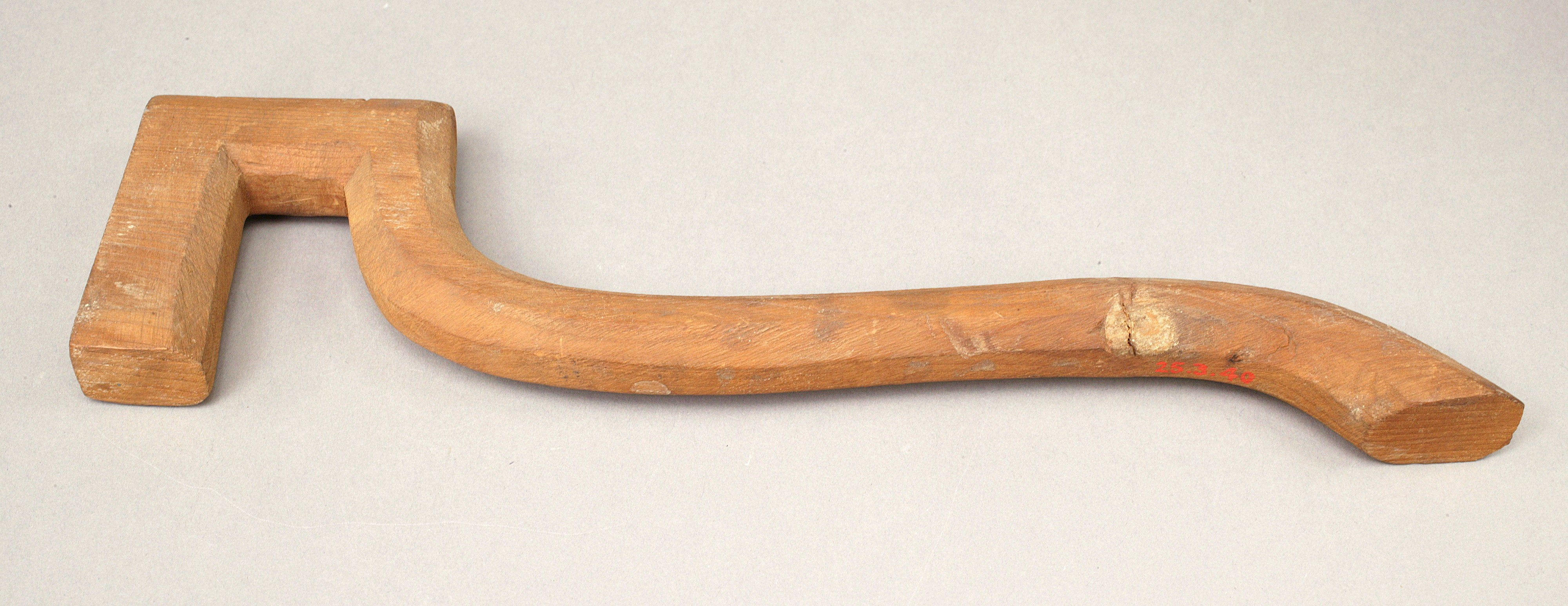
Một lưỡi dao meskhetyu trong đền thờ của nữ hoàng Hatshepsut (được lưu giữ tại Bảo tàng Mỹ thuật Metropolitan)

Theo thần thoại, ác thần Set đã tránh sự truy đuổi của Horus bằng cách hóa thành nhiều con vật nhưng đều bị Horus bắt được và chặt đầu. Vì vậy sau buổi lễ, hai con bò đực (đại diện 2 phía nam-bắc), linh dương gazen và vịt đều bị giết chết. Khi con bò đực phương nam bị giết chết, một chi của nó sẽ được chặt ra, cùng với trái tim của nó, được dâng lên cho người chết. Chân bò trong chữ tượng hình Ai Cập mang ý nghĩa "tái sinh", vì thế hiến tế chân bò có thể mong muốn người chết được sống lại ở thế giới bên kia.

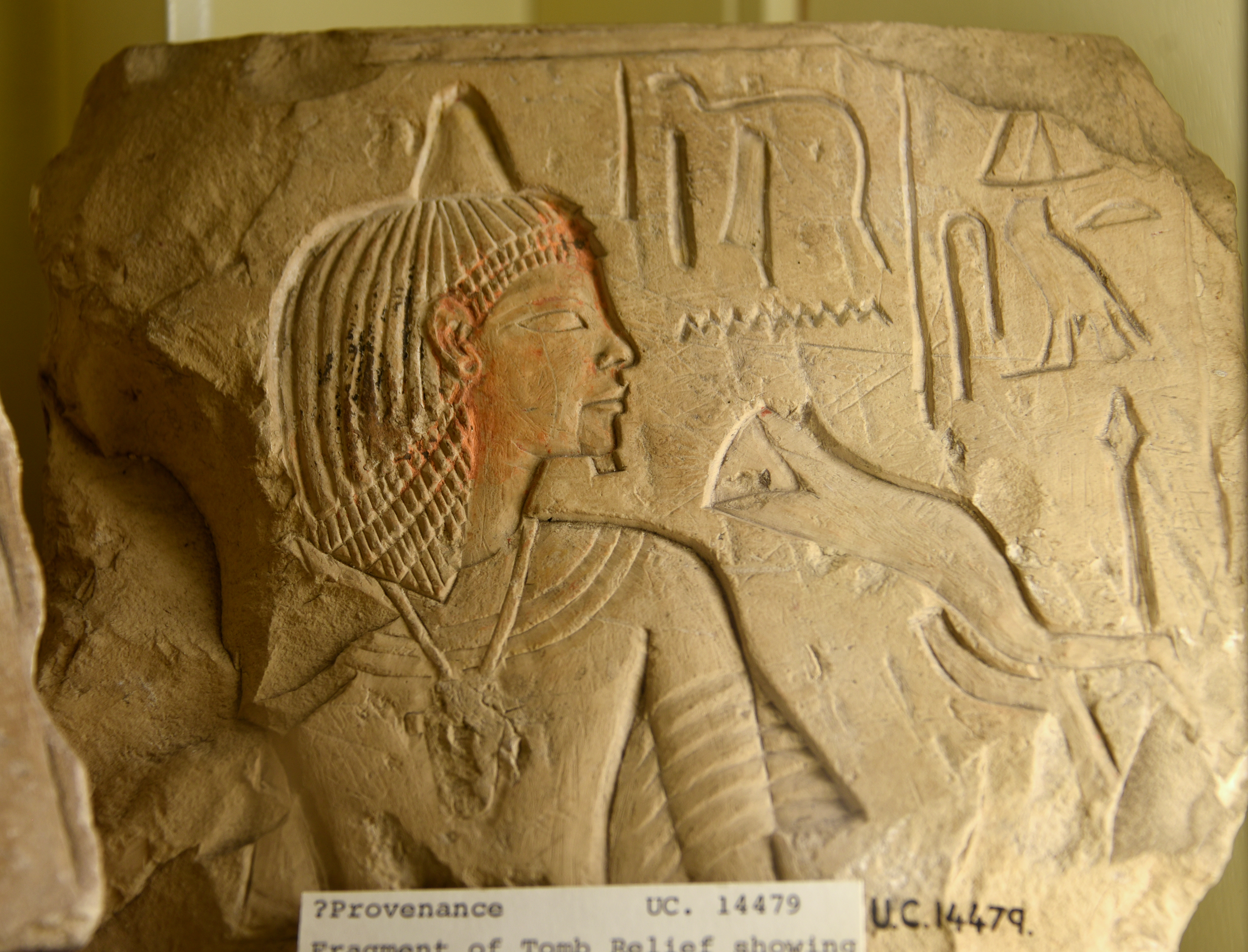
Phù điêu trên mảnh đá vôi này (có niên đại từ cuối Vương triều thứ 18) miêu tả việc dâng lên người chết một cái chân của con bò. (Ảnh chụp tại Bảo tàng Petrie)

Trong suốt buổi lễ, các tư tế sẽ sử dụng các dụng cụ đặc biệt để chạm vào xác ướp và các bức tượng của người đã khuất:
- Peseshkaf: là một con dao chĩa đôi được làm bằng đá vỏ chai, thủy tinh, kim loại hoặc các loại đá có màu xanh lục hoặc đen. Con dao này được cho là đã sử dụng để cắt dây rốn cho đứa trẻ khi mới chào đời.[2][3] Nữ thần sinh nở Meskhenet, thường được mô tả với peseshkaf là đội trên đầu. Trong bối cảnh nghi lễ, peseshkaf mang ý nghĩa giúp người chết được tái sinh.[3]
- Werhekau: là một con dao hình rắn làm bằng đá jasper đỏ hoặc đá carnelian. Con dao này đôi khi được khắc tên và danh hiệu của người chết, được tìm thấy trong các ngôi mộ dưới thời Tân Vương quốc.[2]
- Meskhetyu: là một con dao lưỡi cong bằng gỗ, lưỡi dao có thể làm từ sắt thiên thạch.[2] Con dao lưỡi cong meskhetyu được một tư tế sử dụng để chạm vào miệng người chết, và ông ta sẽ đọc những câu thần chú cuối cùng trước khi xác ướp được đưa vào mộ.[1]
- Một số lưỡi dao có hình hai ngón tay được làm bằng đá sẫm màu hoặc thủy tinh, đôi khi được mạ vàng.[2]